# Монументаль Исидро Ромеро Карбо
«Монументаль Исидро Ромеро Карбо», официально «Монументаль Банко Пичинча» (исп. Estadio Monumental Banco Pichincha; Monumental Isidro Romero Carbo), в прошлом «Монументаль де Барселона» — домашний стадион эквадорского клуба «Барселона» (Гуаякиль). Расположен в городе Гуаякиль и является крупнейшим стадионом страны (до реконструкции в 2008 году — и всей Южной Америки).

## История
Первым стадионом Барселоны был «Джордж Кэпвелл», который команда делила с «Эмелеком» в отсутствие других подходящих арен в городе. В 1959 году «Барселона» переехала на «Модело». Но и здесь поле приходилось делить с «Эмелеком» и «Патрией».
Президент клуба Исидро Ромеро Карбо долгие годы вынашивал идею собственного стадиона для «гранатово-синих». Обсудив проблему с мэром Гуаякиля Хайме Неботом и президентом Эквадора Леоном Фебресом Кордеро (давними болельщиками «Барселоны»), он начал строительство в 1986 году. В результате получился грандиозный объект, который вмещал около 90.000 зрителей. Сам стадион был назван в честь Карбо.
После ряда реконструкций «Мараканы» и снижения вместимости легендарного бразильского стадиона, именно «Монументаль» в Гуаякиле в 2008 году стал крупнейшим стадионом Южной Америки. Но в том же году началась реконструкция самого Монументаля и по состоянию на начало 2011 года вместимость стадиона составляет около 60 тысяч.
Дважды «Монументаль» принимал финальные матчи Кубка Либертадорес, однако, как в 1990, так и в 1998 году, «Барселона» уступала своим соперникам по финалу.
Сборная Эквадора неоднократно проводила свои домашние матчи на этом стадионе — в рамках отборочных матчей к чемпионатам мира 1990, 1994, 1998 годов.
В 1993 году на «Монументале» прошёл финал Кубка Америки, в котором сборная Аргентины завоевала свой 14-й титул чемпионов континента в противостоянии со сборной Мексики (2:1).